# 2-Pinanol
2-Pinanol ist eine chemische Verbindung aus der Gruppe der Monoterpene.

## Gewinnung und Darstellung
2-Pinanol kann durch Hydratisierung (Addition von Wasser) von α-Pinen, β-Pinen oder einem Isomerengemisch gewonnen werden. Sie kann auch durch Oxidation von Pinan in Gegenwart von Base, wie Natriumhydroxid, und einem Radikalinitiator, wie AIBN, erhalten.
cis-2-Pinanol wird industriell durch die katalytische Hydrierung von 2-Pinanhydroperoxid hergestellt. Alternativ kann 2-Pinanhydroperoxid mit Natriumsulfid in wässrigem Natriumhydroxid oder mit Natriummethoxid behandelt werden. cis-2-Pinanol kann auch direkt aus Pinan durch Luftoxidation in Gegenwart von Alkalien, wie beispielsweise Natriumhydroxid, bei 80 bis 100 °C gewonnen werden.

## Eigenschaften
2-Pinanol ist ein farbloser Feststoff, wobei das cis-Isomer einen dem Campher ähnlichen Geruch hat.
| Stereoisomere von 2-Pinanol |                                                     |                                                     |
| Name                        | cis-2-Pinanol                                       | trans-2-Pinanol                                     |
| Andere Namen                | (1R,2S,5S)-2,6,6-Trimethylbicyclo[3.1.1]heptan-2-ol | (1R,2R,5S)-2,6,6-Trimethylbicyclo[3.1.1]heptan-2-ol |
| Strukturformel              |                                                     |                                                     |
| CAS-Nummer                  | 4948-28-1                                           | 4948-29-2                                           |
| CAS-Nummer                  | 473-54-1 (unspez.)                                  |                                                     |
| PubChem                     | 6428289                                             | 10128                                               |
| PubChem                     | 10128 (unspez.)                                     |                                                     |
| Wikidata                    | Q27254811                                           | Q98000292                                           |
| Wikidata                    | Q61472915 (unspez.)                                 |                                                     |

## Verwendung
2-Pinanol wird als Aromastoff verwendet. Es wird auch als Zwischenprodukt zur Herstellung von Terpenalkoholen, wie zum Beispiel α-Fenchol und Linalool verwendet. So liefert die Pyrolyse von 2-Pinanol bei 500 °C Linalool. (–)-Linalool wird gebildet aus (+)-cis- und (–)-trans-2-Pinanol, und (+)-Linalool aus (–)-cis- und (+)-trans-2-Pinanol.